# 賦格的藝術
《赋格的艺术》（德語：Die Kunst der Fuge）, 作品BWV 1080，是巴赫的一部未指定樂器的未完成傑作，作品大約在1740年代初期或更早開始創作。
巴赫音乐权威研究专家克里斯多福·沃夫指出：“这部作品的主要目的，就是要在一部音乐作品里，尽可能地深度发掘複音音樂对位法所有可能。”

除了最后的賦格以外，全部的賦格都用到一个简单的D小调的主题：

## 背景
現存最早的草稿，內有15個賦格以及4個卡農，是巴赫於1749年所複寫保留下來的。此份保存下來的草稿有細微不同的地方，標題被巴赫的女婿約翰·克里斯托夫·阿爾特尼科爾改為Die Kunst der Fuga。该作的第二版本在巴赫死后的1751年出版。其中則包括了14首赋格曲和4首卡农。
除了最後賦格，各版本間各首賦格與卡農的排序不盡相同，兩者至今引起許多理論試圖探討巴赫心中正確的演奏順序及該首賦格原貌。

## 分析

在 1751  年的稿，全部的賦格和卡农是造这囊度的自序。
简单的賦格：
1.Contrapunctus I,四声部赋格
2.Contrapunctus II,四声部赋格
3.Contrapunctus III,四声部赋格
4.Contrapunctus IV,四声部赋格
反向赋格：
5.Contrapunctus V,
6.Contrapunctus VI,
7.Contrapunctus VII
双重赋格和三重赋格：
8.Contrapunctus VIII,三声部三重赋格
9.Contrapunctus IX,双重赋格
10.Contrapunctus X,双重赋格
11.Contrapunctus XI,四声部三重赋格
镜像赋格：
12.Contrapunctus XII,四声部
13.Contrapunctus XIII,三声部
卡农：
14.八度卡农
15.九度卡農
16.十度卡農
17.十一度卡農
根据Contrapunctus XIII的编曲：
18.双钢琴赋格
未完成赋格：
19.Contrapunctus XIV,四声部三重赋格，似乎有创作四重赋格的意图。在第三主题中的第239小節突然中斷，出現了BACH乐旨，巴赫之名BACH（這個H在德國以及英國被認為是本位B）便是本曲的主旨。

## 參照
賦格的藝術

## 外部連結
- 賦格的藝術：国际乐谱典藏计划上的乐谱

1. ↑  the Learned Musician by Christoph Wolff, page 433, ISBN 0-393-04825-X.